# Digitale Mechanismen- und Getriebebibliothek

Animierte Abbildung auf einer Buchseite

Die Digitale Mechanismen- und Getriebebibliothek (DMG-Lib) mit Sitz in Ilmenau ist ein Leistungszentrum für Forschungsinformation mit dem Ziel der Sammlung, Bewahrung, Vernetzung und multimedialen Präsentation des umfangreichen Wissens über Mechanismen und Getriebe für eine breite Öffentlichkeit. 
Zum Bestand dieser digitalen Bibliothek zählen sowohl Bücher, Zeitschriftenartikel und wissenschaftliche Schriften, als auch Funktionsmodelle, die in Form von Videos und interaktiven Animationen präsentiert werden. Die DMG-Lib wird unterstützt durch die Deutsche Forschungsgemeinschaft. 